# Myron Prinzmetal
Myron Prinzmetal, né le 8 février 1908 à Buffalo et mort le 8 janvier 1987, est un cardiologue et professeur américain connu pour sa découverte de l'Angor de Prinzmetal.

## Biographie
Né en 1908 dans l'Etat de New York, Myron Prinzmetal est le second fils de Anna et Harry Prinzmetal. La famille s'installe ensuite à Los Angeles avant la mort de son père, alors que Myron était encore enfant,.
Il rentre au lycée Roosevelt à Los Angeles avant d'étudier à l'Université de Californie à Los Angeles. En 1929, il reçoit sa licence, puis son master de pharmacie et enfin son diplôme de médecine en 1933. Pendant qu'il est encore étudiant, il co-écrit son premier papier sur les effets des médicaments broncho-constricteurs sur la pression intrapleurale,.
Il effectue sa première année d'internat à San Francisco puis continue son internat à l'hôpital Bames à l'Université de Washington à Saint-Louis. Pendant ce temps là, il publie 20 articles en pathologie respiratoire, sur la tachycardie ventriculaire, l'emphysème, et sur l'électrocardiogramme.
En 1935, il devient membre du Mont Sinai Hospital à New York City. Les deux années suivantes, il est membre du American College of Physicians à la prestigieuse Université de Londres. Il travaille par la suite avec le Dr George Pickering sur la rénine, avant de retourner en Californie où il continuera ses travaux sur l'hypertension.
En 1939, il commence à travailler dans son laboratoire à Cedars of Lebanon Hospital et continue son exercice dans le privé. Il devient plus tard professeur de cardiologie à l'Université de Californie.
Du fait d'une perte de vision sur un œil, Prinzmetal n'est pas mobilisé pendant la Seconde Guerre mondiale. Il oriente alors ses recherches les traumatismes musculaires et les brûlures tout en continuant ses recherches en pathologie respiratoire. Avec le Dr Clarence Agress, il est le plus de la côte ouest à utiliser de l'iode radioactive dans le traitement de la maladie de Basedow. Après la fin de la guerre, il commence ses études sur la circulation coronaire. À partir de 1950, il publie de nombreux papiers sur l'arythmie auriculaire.
En 1959, avec le Dr Rexford Kennamer et d'autres, il publie ses premières observations sur une forme d'angor, devenue aujourd'hui connue sous le nom d'angor de Prinzmetal.
Il décède le 8 janvier 1987. Avec sa femme Blanche Keiler, il aura eu 4 enfants : Byron, Anita, William et Cynthia.
A côté de sa carrière de médecin, Prinzmetal était un passionné de musique classique et collectionneurs de livres. Il possédait les 4 éditions folio de Shakespeare et la première édition d'Exercitatio anatomica de motu cordis et sanguinis in animalibus de William Harvey, le seul qui n'était pas détenu par un musée.